# كأس العالم للسيدات 2003
أقيمت بطولة كأس العالم للسيدات لعام 2003، وهي النسخة الرابعة من كأس العالم للسيدات، في الولايات المتحدة وفازت بها ألمانيا. فازت بأول لقب عالمي للسيدات وأصبحت أول دولة تفوز بكأس العالم للرجال والنساء. وكان فريق الرجال قد فاز بكأس العالم ثلاث مرات في ذلك الوقت.
وكان من المقرر أصلا أن تقام البطولة في الصين في الفترة من 23 سبتمبر إلى 11 أكتوبر. في 3 مايو 2003، أعلن الفيفا أنه سينقل البطولة إلى بلد مضيف بديل بسبب تفشي السارس في الصين عام 2003. وفي الوقت نفسه أعلن الفيفا أن كأس العالم للسيدات لعام 2007 سيمنح للصين في مكانها. في 26 مايو 2003، أعلن الفيفا أن الولايات المتحدة ستستضيف البطولة. ونظرا لأن الولايات المتحدة استضافت كأس العالم لعام 1999، فقد كان يعتقد أن الولايات المتحدة يمكنها تنظيم البطولة على أفضل وجه في الوقت القليل المتبقي قبل بداية شهر أكتوبر المقرر. و بالإضافة إلى ذلك، أعربت منظمات تعزيز كرة القدم النسائية في الولايات المتحدة عن أملها في أن يؤدي الاهتمام الذي تولده البطولة إلى إنقاذ الرابطة النسائية المحترفة في الولايات المتحدة، وهي رابطة النساء المتحدات لكرة القدم، من الفشل.
وفي تعويض عن فقدان البطولة، احتفظت الصين بتأهيلها التلقائي كمضيف، وتم تعيينها مضيف لفعالية 2007. في الغالب بسبب إعادة جدولة البطولة في مهلة قصيرة، اضطر الفيفا والاتحاد الأمريكي لكرة القدم إلى جدولة مباريات بصورة خلاقة. وكان من المقرر لعب تسعة مباريات ثنائية في مرحلة المجموعات (مماثلة لصيغة عام 1999). كما اضطروا إلى التخلي عن الممارسة الحديثة المتمثلة في جدولة المباريات النهائية لمرحلة المجموعات للبدء في وقت واحد.

## الأماكن
تم تخفيض حجم الكأس ونطاقه بسبب ضيق الوقت المتاح لتنظيم البطولة. استاد العمالقة في منطقة نيويورك تراجع من استضافة بعد عدم القدرة على حل مشاكل جدولة مع العمالقة نيويورك. تم تحديد موعد المباريات بصيغة المباريات المتتالية وتم نقلها من الساحل الشرقي إلى الساحل الغربي مع تطور الأمور. وأعلن عن الملاعب في 13 يونيو 2003.
| بورتلاند (أوريغون) | كولومبوس (أوهايو)          | فوكسبورو (بوسطن area)             |
| --- | -------------------------- | --------------------------------- |
| ملعب بروفايدنس | ملعب كولومبوس كرو          | ملعب جيليت                        |
| السعة: 28,359 | السعة: 22,555              | السعة: 68,000 (Reduced to 22,385) |
| |                            |                                   |
| كارسون (كاليفورنيا) كولومبوس (أوهايو) فوكسبورو فيلادلفيا بورتلاند (أوريغون) واشنطن العاصمةكأس العالم للسيدات 2003 (USA)Venues of the 2003 FIFA Women's World Cup in the United States |                            |                                   |
| كارسون (كاليفورنيا) (لوس أنجلوس area) | واشنطن العاصمة             | فيلادلفيا                         |
| ستاب هاب سنتر | ملعب روبرت كينيدي التذكاري | ملعب لينكون فاينانشال فيلد        |
| السعة: 27,500 | السعة: 53,000              | السعة: 70,000                     |
| |                            |                                   |

## المنتخبات

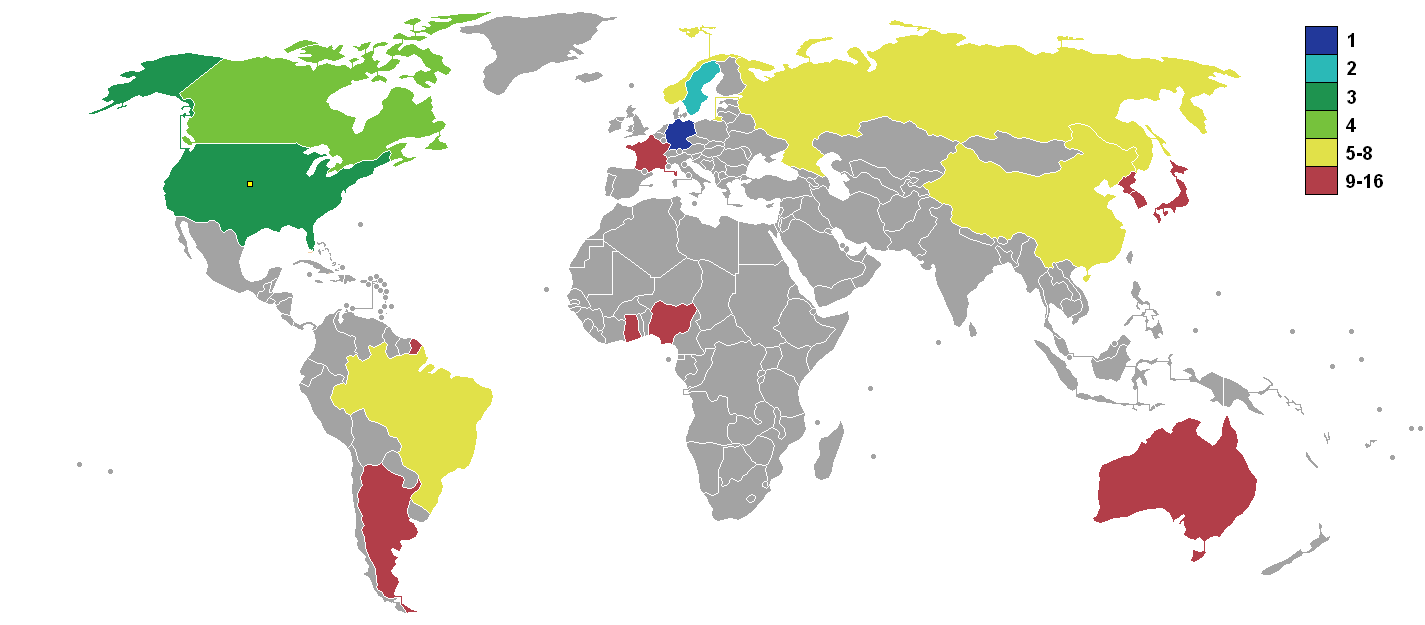
البلدان المؤهلة

شارك 16 فريقا في البطولة النهائية. بقي تخصيص مكان بين الاتحادات دون تغيير في الغالب عن البطولة السابقة، مع مباراة بين كونكاكاف والاتحاد الآسيوي لكرة القدم لمكان إضافي. وكانت الفرق:
| الكونفدرالية                                                    | بطولة التأهل                                  | الفريق           | الحضور | آخر حضور | أفضل أداء سابق               |
| --------------------------------------------------------------- | --------------------------------------------- | ---------------- | ------ | -------- | ---------------------------- |
| الاتحاد الآسيوي لكرة القدم                                      | بطولة الاتحاد الآسيوي للسيدات 2003            | كوريا الشمالية   | الثاني | 1999     | مرحلة المجموعات (1999)       |
| الاتحاد الآسيوي لكرة القدم                                      | بطولة الاتحاد الآسيوي للسيدات 2003            | الصين            | الرابع | 1999     | الوصيف (1999)                |
| الاتحاد الآسيوي لكرة القدم                                      | بطولة الاتحاد الآسيوي للسيدات 2003            | كوريا الجنوبية   | الأول  | غ/م      | لأول مرة                     |
| الاتحاد الآسيوي لكرة القدم                                      | بطولة الاتحاد الآسيوي للسيدات 2003            | اليابان          | الرابع | 1999     | ربع النهائي (1995)           |
| الاتحاد الأفريقي لكرة القدم                                     | بطولة أفريقيا للسيدات 2002                    | غانا             | الثاني | 1999     | مرحلة المجموعات (1999)       |
| الاتحاد الأفريقي لكرة القدم                                     | بطولة أفريقيا للسيدات 2002                    | نيجيريا          | الرابع | 1999     | ربع النهائي (1999)           |
| كونكاكاف (أمريكا الوسطى وأمريكا الشمالية ومنطقة البحر الكاريبي) | الدولة المضيفة                                | الولايات المتحدة | الرابع | 1999     | البطل (1991، 1999)           |
| كونكاكاف (أمريكا الوسطى وأمريكا الشمالية ومنطقة البحر الكاريبي) | كأس كونكاكاف الذهبية للسيدات 2002             | كندا             | الثالث | 1999     | مرحلة المجموعات (1995، 1999) |
| كونميبول                                                        | بطولة أمريكا الجنوبية لكرة القدم للسيدات 2003 | الأرجنتين        | الأول  | غ/م      | لأول مرة                     |
| كونميبول                                                        | بطولة أمريكا الجنوبية لكرة القدم للسيدات 2003 | البرازيل         | الرابع | 1999     | المركز الثالث (1999)         |
| اتحاد أوقيانوسيا لكرة القدم                                     | بطولة أوقيانوسيا للسيدات 2003                 | أستراليا         | الثالث | 1999     | مرحلة المجموعات (1995، 1999) |
| الاتحاد الأوروبي لكرة القدم                                     | تصفيات كأس العالم للسيدات 2003 (أوروبا)       | فرنسا            | الأول  | غ/م      | لأول مرة                     |
| الاتحاد الأوروبي لكرة القدم                                     | تصفيات كأس العالم للسيدات 2003 (أوروبا)       | ألمانيا          | الرابع | 1999     | الوصيف (1995)                |
| الاتحاد الأوروبي لكرة القدم                                     | تصفيات كأس العالم للسيدات 2003 (أوروبا)       | روسيا            | الثاني | 1999     | ربع النهائي (1999)           |
| الاتحاد الأوروبي لكرة القدم                                     | تصفيات كأس العالم للسيدات 2003 (أوروبا)       | النرويج          | الرابع | 1999     | البطل (1995)                 |
| الاتحاد الأوروبي لكرة القدم                                     | تصفيات كأس العالم للسيدات 2003 (أوروبا)       | السويد           | الرابع | 1999     | المركز الثالث (1991)         |

## القرعة
جرت قرعة المجموعات في مركز هوم ديبوت في كارسون بكاليفورنيا في 17 يوليو 2003.

## مرحلة المجموعات

### المجموعة الأولى
| م | الفريق           | لعب | ف | ت | خ | أ.له | أ.ع | أ.ف | نقاط | التأهل                        |
| - | ---------------- | --- | - | - | - | ---- | --- | --- | ---- | ----------------------------- |
| 1 | الولايات المتحدة | 3   | 3 | 0 | 0 | 11   | 1   | +10 | 9    | التقدم إلى مرحلة خروج المغلوب |
| 2 | السويد           | 3   | 2 | 0 | 1 | 5    | 3   | +2  | 6    | التقدم إلى مرحلة خروج المغلوب |
| 3 | كوريا الشمالية   | 3   | 1 | 0 | 2 | 3    | 4   | −1  | 3    |                               |
| 4 | نيجيريا          | 3   | 0 | 0 | 3 | 0    | 11  | −11 | 0    |                               |

| نيجيريا | 0–3   | كوريا الشمالية                             |
| ------- | ----- | ------------------------------------------ |
|         | تقرير | - جين بيول هوي 13'، 88' - ري أون غيونغ 73' |

| الولايات المتحدة                  | 3–1   | السويد      |
| --------------------------------- | ----- | ----------- |
| - ليلي 27' - بارلو 36' - بوكس 78' | تقرير | سفينسون 58' |

| السويد       | 1–0   | كوريا الشمالية |
| ------------ | ----- | -------------- |
| - سفينسون 7' | تقرير |                |

| الولايات المتحدة                                                    | 5–0   | نيجيريا |
| ------------------------------------------------------------------- | ----- | ------- |
| - هام 6' (ركل.)، 12' - بارلو 47' - آبي وامباك 65' - فودي 89' (ركل.) | تقرير |         |

| السويد                           | 3–0   | نيجيريا |
| -------------------------------- | ----- | ------- |
| - ليونبرغ 56'، 79' - موستروم 81' | تقرير |         |

| كوريا الشمالية | 0–3   | الولايات المتحدة                     |
| -------------- | ----- | ------------------------------------ |
|                | تقرير | - وامباك 17' (ركل.) - ريديك 48'، 66' |

### المجموعة الثانية
| م | الفريق         | لعب | ف | ت | خ | أ.له | أ.ع | أ.ف | نقاط | التأهل                        |
| - | -------------- | --- | - | - | - | ---- | --- | --- | ---- | ----------------------------- |
| 1 | البرازيل       | 3   | 2 | 1 | 0 | 8    | 2   | +6  | 7    | التقدم إلى مرحلة خروج المغلوب |
| 2 | النرويج        | 3   | 2 | 0 | 1 | 10   | 5   | +5  | 6    | التقدم إلى مرحلة خروج المغلوب |
| 3 | فرنسا          | 3   | 1 | 1 | 1 | 2    | 3   | −1  | 4    |                               |
| 4 | كوريا الجنوبية | 3   | 0 | 0 | 3 | 1    | 11  | −10 | 0    |                               |

| النرويج                | 2–0   | فرنسا |
| ---------------------- | ----- | ----- |
| - راب 47' - ملغرين 66' | تقرير |       |

| البرازيل                            | 3–0   | كوريا الجنوبية |
| ----------------------------------- | ----- | -------------- |
| - مارتا 14' (ركل.) - كاتيا 55'، 62' | تقرير |                |

| النرويج      | 1–4   | البرازيل                                           |
| ------------ | ----- | -------------------------------------------------- |
| - بيترسن 45' | تقرير | - دانييلا 26' - روسانا 37' - مارتا 59' - كاتيا 68' |

| فرنسا       | 1–0   | كوريا الجنوبية |
| ----------- | ----- | -------------- |
| - بيشون 84' | تقرير |                |

| كوريا الجنوبية   | 1–7   | النرويج                                                                       |
| ---------------- | ----- | ----------------------------------------------------------------------------- |
| - كيم-جين هي 75' | تقرير | - غولبرانسن 5' - ملغرين 24'، 31' - بيترسن 40' - سانداونه 52' - أورمن 80'، 90' |

| فرنسا         | 1–1   | البرازيل    |
| ------------- | ----- | ----------- |
| - بيشون 90+2' | تقرير | - كاتيا 58' |

### المجموعة الثالثة
| م | الفريق    | لعب | ف | ت | خ | أ.له | أ.ع | أ.ف | نقاط | التأهل                        |
| - | --------- | --- | - | - | - | ---- | --- | --- | ---- | ----------------------------- |
| 1 | ألمانيا   | 3   | 3 | 0 | 0 | 13   | 2   | +11 | 9    | التقدم إلى مرحلة خروج المغلوب |
| 2 | كندا      | 3   | 2 | 0 | 1 | 7    | 5   | +2  | 6    | التقدم إلى مرحلة خروج المغلوب |
| 3 | اليابان   | 3   | 1 | 0 | 2 | 7    | 6   | +1  | 3    |                               |
| 4 | الأرجنتين | 3   | 0 | 0 | 3 | 1    | 15  | −14 | 0    |                               |

| ألمانيا                                                          | 4–1   | كندا         |
| ---------------------------------------------------------------- | ----- | ------------ |
| - ويغمان 39' (ركل.) - غوتشليخ 47' - برينتس 75' - قارفريكيس 90+2' | تقرير | - سينكلير 4' |

| اليابان                                               | 6–0 | الأرجنتين |
| ----------------------------------------------------- | --- | --------- |
| - ساوا 13'، 38' - ياماموتو 64' - أوتاني 72'، 75'، 80' |     |           |

| ألمانيا                         | 3–0   | اليابان |
| ------------------------------- | ----- | ------- |
| - ميننيرت 23' - برينتس 36'، 66' | تقرير |         |

| كندا                               | 3–0   | الأرجنتين |
| ---------------------------------- | ----- | --------- |
| - هوبر 19' (ركل.) - لاثام 79'، 82' | تقرير |           |

| كندا                                 | 3–1   | اليابان    |
| ------------------------------------ | ----- | ---------- |
| - لاثام 36' - سينكلير 49' - لانغ 72' | تقرير | - ساوا 20' |

| الأرجنتين    | 1–6   | ألمانيا                                                                    |
| ------------ | ----- | -------------------------------------------------------------------------- |
| - غايتان 71' | تقرير | - ماينرت 3'، 43' - ويغمان 24' (ركل.) - برينتس 32' - بولرز 89' - مولر 90+2' |

### المجموعة الرابعة
| م | الفريق   | لعب | ف | ت | خ | أ.له | أ.ع | أ.ف | نقاط | التأهل                        |
| - | -------- | --- | - | - | - | ---- | --- | --- | ---- | ----------------------------- |
| 1 | الصين    | 3   | 2 | 1 | 0 | 3    | 1   | +2  | 7    | التقدم إلى مرحلة خروج المغلوب |
| 2 | روسيا    | 3   | 2 | 0 | 1 | 5    | 2   | +3  | 6    | التقدم إلى مرحلة خروج المغلوب |
| 3 | غانا     | 3   | 1 | 0 | 2 | 2    | 5   | −3  | 3    |                               |
| 4 | أستراليا | 3   | 0 | 1 | 2 | 3    | 5   | −2  | 1    |                               |

| أستراليا          | 1–2   | روسيا                             |
| ----------------- | ----- | --------------------------------- |
| - Golebiowski 38' | تقرير | - Alagich 39' (ه.ذ.) - Fomina 89' |

| الصين        | 1–0   | غانا |
| ------------ | ----- | ---- |
| - سن وين 29' | تقرير |      |

| غانا | 0–3   | روسيا                                          |
| ---- | ----- | ---------------------------------------------- |
|      | تقرير | - Saenko 36' - Barbashina 54' - Letyushova 80' |

| الصين        | 1–1   | أستراليا       |
| ------------ | ----- | -------------- |
| - باي جي 46' | تقرير | - Garriock 28' |

| غانا                  | 2–1   | أستراليا       |
| --------------------- | ----- | -------------- |
| - A. Sackey ‏ 34'، 39' | تقرير | - Garriock 61' |

| الصين        | 1–0   | روسيا |
| ------------ | ----- | ----- |
| - باي جي 16' | تقرير |       |

## مرحلة خروج المغلوب

### القوس
|  | ربع النهائي         | ربع النهائي         |                     |   | نصف النهائي | نصف النهائي |  |  | النهائي | النهائي |
|  |                     |                     |                     |   |             |             |  |  |         |         |
|  | 1 أكتوبر – فوكسبورو |                     |                     |   |             |             |  |  |         |         |
|  |                     |                     |                     |   |             |             |  |  |         |         |
|  | الولايات المتحدة    | 1                   |                     |   |             |             |  |  |         |         |
|  | الولايات المتحدة    | 1                   | 5 أكتوبر – بورتلاند |   |             |             |  |  |         |         |
|  | النرويج             | 0                   |                     |   |             |             |  |  |         |         |
|  | النرويج             | 0                   | الولايات المتحدة    | 0 |             |             |  |  |         |         |
|  | 2 أكتوبر – بورتلاند |                     | الولايات المتحدة    | 0 |             |             |  |  |         |         |
|  |                     | ألمانيا             | 3                   |   |             |             |  |  |         |         |
|  | ألمانيا             | ألمانيا             | 3                   | 7 |             |             |  |  |         |         |
|  | ألمانيا             |                     | 12 أكتوبر – كارسون  | 7 |             |             |  |  |         |         |
|  | روسيا               | 1                   |                     |   |             |             |  |  |         |         |
|  | روسيا               | 1                   | ألمانيا (ب.و.إ.)    | 2 |             |             |  |  |         |         |
|  | 1 أكتوبر – فوكسبورو |                     | ألمانيا (ب.و.إ.)    | 2 |             |             |  |  |         |         |
|  |                     | السويد              | 1                   |   |             |             |  |  |         |         |
|  | البرازيل            | السويد              | 1                   | 1 |             |             |  |  |         |         |
|  | البرازيل            | 5 أكتوبر – بورتلاند |                     | 1 |             |             |  |  |         |         |
|  | السويد              | 2                   |                     |   |             |             |  |  |         |         |
|  | السويد              | 2                   | السويد              | 2 |             |             |  |  |         |         |
|  | 2 أكتوبر – بورتلاند |                     | السويد              | 2 |             |             |  |  |         |         |
|  |                     | كندا                | 1                   |   | النهائي     | النهائي     |  |  |         |         |
|  | الصين               | كندا                | 1                   | 0 | النهائي     | النهائي     |  |  |         |         |
|  | الصين               |                     | 11 أكتوبر – كارسون  | 0 |             |             |  |  |         |         |
|  | كندا                | 1                   |                     |   |             |             |  |  |         |         |
|  | كندا                | 1                   | الولايات المتحدة    | 3 |             |             |  |  |         |         |
|  |                     |                     |                     |   |             |             |  |  |         |         |
|  | كندا                | 1                   |                     |   |             |             |  |  |         |         |
|  | كندا                | 1                   |                     |   |             |             |  |  |         |         |

### ربع النهائي
| البرازيل            | 1–2   | السويد                             |
| ------------------- | ----- | ---------------------------------- |
| - مارتا 44' (ركلة.) | تقرير | - Svensson 23' - مالين أندرسون 53' |

| الولايات المتحدة | 1–0   | النرويج |
| ---------------- | ----- | ------- |
| - آبي وامباك 24' | تقرير |         |

| ألمانيا | 7–1   | روسيا                |
| --- | ----- | -------------------- |
| - مارتينا مولر (لاعبة كرة قدم) 25' - ساندرا ميننيرت 57' - بيا وندرليش 60' - كيرستين قارفريكيس 62'، 85' - بريجيت برينتس 80'، 89' | تقرير | - يلينا دانيلوفا 70' |

| الصين | 0–1   | كندا             |
| ----- | ----- | ---------------- |
|       | تقرير | - شارمن هووبر 7' |

### نصف النهائي
| الولايات المتحدة | 0–3   | ألمانيا                                                       |
| ---------------- | ----- | ------------------------------------------------------------- |
|                  | تقرير | - كيرستين قارفريكيس 15' - Meinert 90+1' - بريجيت برينتس 90+3' |

| السويد                     | 2–1   | كندا           |
| -------------------------- | ----- | -------------- |
| - Moström 79' - Öqvist 86' | تقرير | - قرة لانغ 64' |

### مباراة المركز الثالث
| الولايات المتحدة                                         | 3–1   | كندا                 |
| -------------------------------------------------------- | ----- | -------------------- |
| - كريستين ليلي 22' - شانون بوكس 51' - تيفاني ميلبريت 80' | تقرير | - كرستين سينكلير 38' |

### النهائي
| ألمانيا                    | 2–1 (a.e.t./g.g.) | السويد          |
| -------------------------- | ----------------- | --------------- |
| - Meinert 46' - Künzer 98' | تقرير             | - Ljungberg 41' |